# Chongchon (fleuve)
Le Chongchon est un fleuve de Corée du Nord prenant sa source dans les montagnes Rangrim (en) dans la province de Jagang et qui se jette dans la mer Jaune à Sinanju. Il traverse les monts Myohyang et la ville d'Anju dans la province de Pyongan du Sud. Sa longueur totale est de 217 km et il draine un bassin de 9 553 km2.

## Affluents
- Taeryong